# آدام بروکس
آدام بروکس (انگلیسی: Adam Brooks؛ زادهٔ ۳ سپتامبر ۱۹۵۶) کارگردان فیلم، بازیگر و فیلم‌نامه‌نویس اهل کانادا است.
از فیلم‌ها یا برنامه‌های تلویزیونی که وی در آن نقش داشته است می‌توان به هرچه نتیجه‌دار باشد، قطعاً، شاید، نکته باریک، بوسه فرانسوی، سیرک نامرئی و ویمبلدون اشاره کرد.